# Macrostylis longiuscula
Macrostylis longiuscula is een pissebed uit de familie Macrostylidae. De wetenschappelijke naam van de soort is voor het eerst geldig gepubliceerd in 1981 door Mezhov.